# Château de Boccale
Le château de Boccale (en italien : Castello del Boccale) est un château situé à Livourne, au sud d'Antignano et le long de la route côtière de Quercianella (it), dans la province de Livourne en Toscane.

## Historique
Le noyau original du château de Boccale est représenté par une tour de guet (également connue sous le nom Torre del Maroccone ou Torre del Diavolo), construite par la volonté des Médicis au XVIe siècle, peut-être sur les restes d'une structure préexistante construite par la république de Pise à l'époque médiévale. Le châtelain et quelques soldats y séjournèrent, mais les dimensions étaient modestes, à tel point qu'il n'y avait pas de place pour l'artillerie.
Au tournant des XIXe siècle et XXe siècle, la tour subit d'importantes transformations ; il fut incorporé dans une résidence de style néo-médiéval, dotée de créneaux et devint la propriété de la marquise Eleonora Ugolini. Par la suite, la résidence passa à la famille Whitaker-Ingham qui, dans les premières décennies du XXe siècle, élimina les créneaux et les remplaça par des toits en pente normale.
Au début du nouveau millénaire, le château, restauré selon les plans de l'architecte livournois Ivano Falchini après une longue période d'abandon, fut divisé en plusieurs appartements résidentiels, tandis qu'une petite tour à usage d'entrepôt fut reconstruite dans le parc.

## Description
Le château de Boccale est situé dans le premier tronçon de la falaise d'Il Romito, à une courte distance de la tour de Calafuria et du château Sonnino.
Le complexe se compose d'un corps rectangulaire, entouré de trois petites tours rondes. Sur la façade la plus proche de la mer se dresse l'ancienne tour Médicis, modifiée dans la position des ouvertures des fenêtres et dans la configuration du toit. Il a un plan carré d'environ 5,7 m de côté et avait une hauteur initiale de 13 m au niveau des fondations et un mur de pente de 4,85 m.
Le corps principal du château est caractérisé par deux ordres de grandes fenêtres encadrées par des encadrements en pierre ; en outre, sous la ligne des avant-toits, il y a une série de corbeaux au-dessus desquelles, avant la restauration promue par les Whitaker, se trouvaient les merlons.

## Galerie

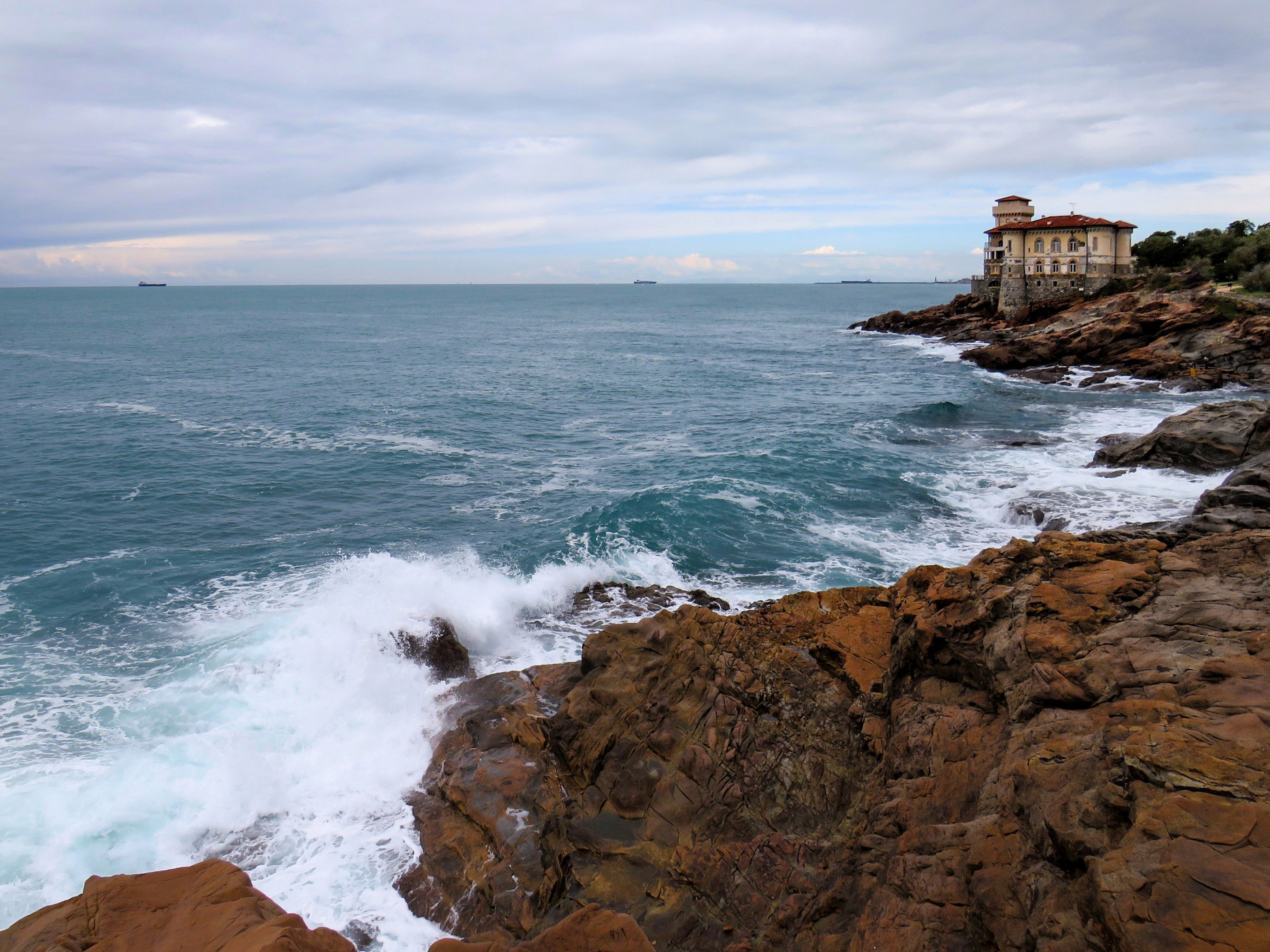
Le château vu du sud
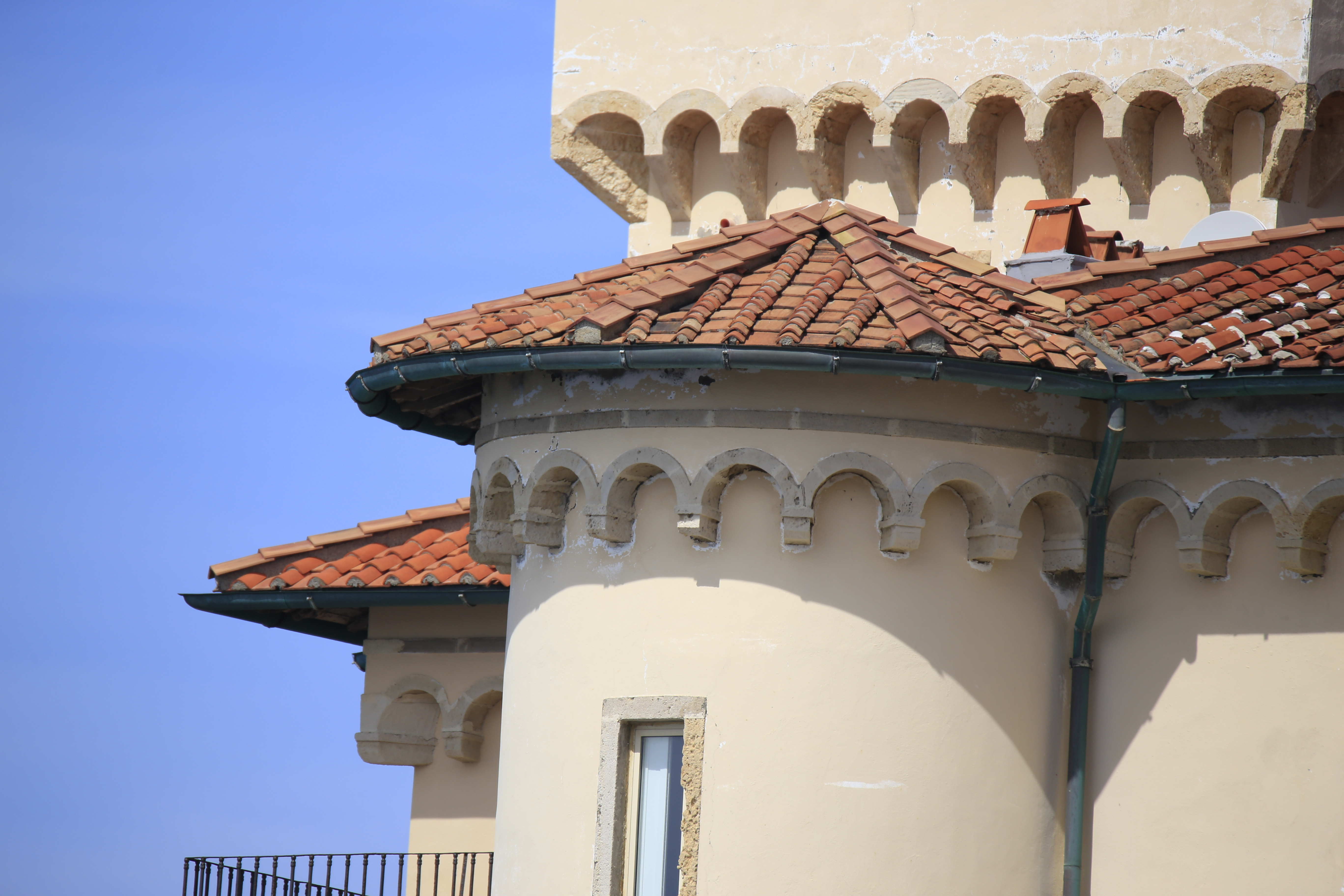
Détail architectural